# 王瓚 (康熙進士)
王瓚（？—？），貴州貴筑（今貴州省貴陽市）人，清朝進士、政治人物。

## 生平
康熙五十六年（1718年），王瓚登進士，改庶吉士。康熙六十年，任翰林院檢討。雍正三年，改廣東道監察御史。隨後擔任巡察湖北湖南等處吏科給事中、刑科給事中巡視東城、戶科給事中。餘事不詳。